# Mintonia tauricornis
Mintonia tauricornis là một loài nhện trong họ Salticidae.
Loài này thuộc chi Mintonia. Mintonia tauricornis được Fred R. Wanless miêu tả năm 1984.